# Odorrana tormota
Odorrana tormota е вид земноводно от семейство Водни жаби (Ranidae). Видът е световно застрашен, със статут Уязвим.

## Разпространение
Разпространен е в Китай.